# كريستوفر جايت
كريستوفر إدوارد وولاستون ماكنزي جايت (الإنجليزية: Christopher Edward Wollaston MacKenzie Geidt, Baron Geidt)، هو عضو في مجلس اللوردات البريطاني، وكان يعمل سابقًا في البلاط الملكي البريطاني، كما شغل منصب رئيس مجلس كلية الملك في لندن.
وقد عمل سكرتيرًا خاصًا للملكة إليزابيث الثانية في الفترة من عام 2007 حتى عام 2017.
من 28 أبريل 2021 إلى 15 يونيو 2022، شغل منصب المستشار المستقل بشأن مصالح الوزراء لرئيس الوزراء بوريس جونسون.

## البدايات
وُلد جايت في 17 أغسطس 1961، وتلقّى تعليمه في كلية كينجز، جامعة لندن، ثم التحق بالخدمة في الجيش البريطاني، حيث خدم كضابط لفترة قصيرة قبل أن ينتقل إلى العمل الدبلوماسي.

## الحياة المهنية
بدأ جايت مسيرته المهنية في الخدمة المدنية والدبلوماسية، قبل أن يُعيّن سكرتيرًا خاصًا للملكة إليزابيث الثانية عام 2007، وهو أحد أهم المناصب الاستشارية في القصر الملكي، واستمر في هذا الدور حتى تقاعده في 2017.
في عام 2021، عيّنه رئيس الوزراء بوريس جونسون مستشارًا مستقلًا لشؤون تضارب المصالح للوزراء. وقد استقال من هذا المنصب في 15 يونيو 2022، على خلفية خلافات تتعلق بمعايير السلوك في الحكومة البريطانية.

## المناصب الأخرى
يشغل جايت منصب رئيس مجلس كلية كينجز في لندن منذ عام 2016، وهي إحدى المؤسسات الأكاديمية الرائدة في المملكة المتحدة.

## الجوائز والأوسمة
حصل جايت على العديد من الأوسمة الملكية والميداليات تقديرًا لخدمته، منها:
- وسام رفقاء الشرف من الدرجة الكبرى (GCB)
- وسام فيكتوريا الملكي (GCVO)
- وسام الإمبراطورية البريطانية (OBE)
- وسام خدمة الملكة (QSO)
- زمالة كلية كينجز (FKC)

## الحياة الشخصية
لا توجد معلومات كثيرة منشورة عن حياته الشخصية، إذ يُعرف عنه التزامه بالخصوصية، وقد بقي بعيدًا عن الأضواء الإعلامية معظم حياته المهنية.